# دشتک (رودسر)
دشتک ، روستایی از توابع بخش رحیم‌آباد شهرستان رودسر در استان گیلان ایران است.

## جمعیت
این روستا در دهستان شوئیل قرار دارد و براساس سرشماری مرکز آمار ایران در سال ۱۳۹۵، جمعیت آن ۵۷ نفر (۲۱خانوار) بوده‌است.

## معرفی
روستای دشتک (dashtak)، یکی از روستاهای اشکورات و نزدیکترین روستا به مرکز دهستان شوئیل (روستای شوئیل) می‌باشد. این روستا آبادی کوچکی است که بر قطعه زمینی هموار و با شیب نسبتاً تند، بر کمرکش کوهی در فاصله حدود ۵ کیلومتری غرب روستای شوئیل واقع گردیده است و با " ک " تصـغیر به معنی " دشت کوچک" تعریف می‌گردد.
به عبارت دیگر اولیه خانه‌ای که در روستای مذکور بنا گردید، در جلوی آن دشت کوچکی واقع شده بود که به همین دلیل، آن آبادی را " دشتک" به معنی دشت کوچک نامیده‌اند، زیرا سایر قسمت زمین‌های روستا دارای شیب تند دارد.

## موقعیت جغرافیایی
روستای دشتک، یکی از روستاهای دهستان شوئیل، بخش رحیم‌آباد، شهرستان رودسر، استان گیلان است.

محدوده جغرافیایی روستای دشتک از شمال و غرب به حوزه روستای زراکی، از جنوب به حوزه روستاهای تلابنک و تازه‌آباد و از مشرق به حوزه روستای شوئیل (مرکز دهستان شوئیل) متصل است.

براساس اعلام سازمان مدیریت و برنامه‌ریزی استان گیلان در سال ۱۳۹۵، دهستان شوئیل مشتمل بر تعداد ۵۶ آبادی، ۱۳۵۳ خانوار و ۳۶۵۷ نفر جمعیت و روستای دشتک با ۲۱ خانوار و ۵۷ نفر جمعیت در فاصله ۴ کیلومتری مرکز دهستان قرار دارد.

روستای دشتک در موقعیت جغرافیایی ۳۶ درجه و ۴۷ دقیقه و ۴۰٫۱ ثانیه شمالی و ۵۰ درجه و ۱۲ دقیقه و۴۸ ثانیه شرقی قرار دارد.

براساس بررسیهای بعمل آمده، قدمت روستای دشتک تقریباً به سالهای ۱۱۵۰ هجری شمسی بر می گردد. اولین فردی که منطقه مورد نظر را بعنوان آبادی، فعال و محل سکونت خود انتخاب نمود، شخصی بنام " علی عسکر" بوده است .

بر مبنای مصاحبه با ریش سفیدان و پیران محل و اظهار نظر آنها، علی عسکر از اهالی شهر تنکابن استان مازندران بوده که پدر ایشان دارای ۴ فرزند پسر بود. بنا به اوضاع و اقلیم آن زمان  و دلایل خاص منطقه، یکی از برادران علی عسکر در همان شهر تنکابن، دیگری در روستای کلورود  از دهستان اشکور علیا و سیارساق ییلاقی، سومی درمنطقه تله سر روستای رومدشت(فرزندان آن با شهرت رستم پور معروف هستند)  و چهارمی نیز بنام " علی عسکر" که روستای فعلی دشتک را بعنوان محل سکونت خود انتخاب نمودند. علی عسکر دارای یک فرزند پسر بنام جعفر و جعفر دارای دو فرزند پسر به نام های غلامعلی و خداداد داشت.

غلامعلی دارای یک فرزند بنام سبزعلی و ایشان دارای دو فرزند به نام های محمد و اسحق  داشت که طایفه غلامی ( محسن ؛ محمدباقر- قربان) را در روستای دشتک تشکیل داده اند. خداداد دارای ۵ فرزند پسر به نام های مظفر خدادادی-رحیم دشتکی – علی دشتکی- پیل آقا  خدادادی و علی عسکر  خدادادی داشت که طایفه خدادادی و دشتکی را تشکیل داده اند. البته بعداً" فرزند رحیم دشتکی بنام محسن دشتکی در روستای لرده و فرزندان علی دشتکی به نام های رمضانعلی و آقابابا در روستای پلام مشغول فعالیت روزمره زندگی شدند.

همچنین در سال‌های حدود ۱۳۲۵ الی ۱۳۳۰ هجری شمسی فرزندان مرحوم باباعلی بن عیسی خان اصالتاً از اهالی روستای زراکی به نام‌های حاج مختار، شعبان، شمسعلی، جانعلی و دوستعلی از محل خانه باغ فندق خودشان بنام باغسر و با حمایت عمه خود بنام حوری عیسی‌زاده که همسر اسحق غلامی بود، به روستای دشتک آمدند و طایفه عیسی‌زاده را تشکیل دادند. البته شهرت دوستعلی و فرزندان وی به تاوسه تغییر نمود و جانعلی هم بعد از ازدواج در شوئیل و به سبب شغل خیاطی در روستای شوئیل تشکیل زندگی داد.